# Natsume Ono
Pour les articles homonymes, voir Ono.
オノ ナツメ
Œuvres principales
- Ristorante Paradiso (2006)
- House of Five Leaves (2007-2010)

Natsume Ono (オノ ナツメ, Ono Natsume) est une mangaka née le 9 juillet 1977 au Japon. Passionnée par l'Italie, beaucoup de ses travaux se passent dans ce pays. Elle commence sa carrière dans le milieu du webcomic, et après la publication en volume relié du webcomic La Quinta Camera en 2003, elle est publiée dans divers magazines au Japon. Elle dessine également des histoires de type Boys Love sous le pseudonyme de Basso. Ses principales inspirations sont Corto Maltese. et la mangaka Yumi Tada. 

## Œuvres

### Signées Natsume Ono
- La Quinta Camera (2003)
- Not Simple (2004–2005)
- Ristorante Paradiso (2006)
- Danza (2007)
- Nobou no Shiro (2007)
- Tesoro (2007)
- Gente (2007–2009)
- Coppers (2008)
- Saraiya Goyō (2007–2010)
- Nigeru Otoko (逃げる男?) (2010–2011)
- Tsura Tsura Waraji (2009–2012)
- Futagashira (2011 – 2016)
- ACCA 13 Ku Kansatsuka (2013 – 2016)
- Lady & Oldman (2015–2019)
- Have a Great Sunday (2017–2020)
- Badon (2019–en cours)
- Bokura ga Koi wo Shita no wa (2021–en cours)
- The Gamesteers (2022–en cours)

### Signées basso
- Orso E Intellettuale (2004, 2005–2010)
- Kuma to Interi (2005)
- Naka-san no Nagare (2007–2011)
- Tonari ni (2018)

### Traductions françaises
- Goyô, traduction de Pascale Simon, Kana, coll. « Big Kana », huit volumes, 2009–2011[3].
- Ristorante Paradiso, traduction de Pascale Simon, Kana, coll. « Big Kana », 2010[4].
- Gente, traduction de Pascale Simon, Kana, coll. « Big Kana », trois volumes, 2010[5].
- Acca 13 - Brigade de contre espionnage, traduction de Cyril Coppini, Noeve Grafx, 2024–en cours[6].
- A vos côtés, traduction de Isabelle Eloy, Taïfu Comics, 2023[7].